# NGC 721
NGC 721 је спирална галаксија у сазвежђу Андромеда која се налази на NGC листи објеката дубоког неба.
Деклинација објекта је + 39° 22' 59" а ректасцензија 1h 54m 45,4s. Привидна величина (магнитуда) објекта NGC 721 износи 13,3 а фотографска магнитуда 14,1. NGC 721 је још познат и под ознакама UGC 1376, MCG 6-5-43, CGCG 522-56, IRAS 01517+3908, PGC 7097.